# 須田町 (名古屋市)
須田町（すだちょう）は、愛知県名古屋市瑞穂区の町名。丁番を持たない単独町名である。住居表示実施済み。

## 地理
名古屋市瑞穂区北西端に位置し、東は堀田通、西は新堀川を挟んで熱田区六野一丁目、南は二野町、北は高辻町および昭和区高辻町に接する。
町域の大部分を日本特殊陶業と日本ガイシの敷地で占める工業地域である。

## 歴史

### 町名の由来
瑞穂町字須田による。須田は中州にある田を意味する。

### 沿革
- 1931年（昭和6年）2月1日 - 東郊耕地整理組合第二区の事業に伴い、南区瑞穂町字須田、字雁道・熱田東町字古川田、字伊勢木、字四ツ谷、字竹ケ鼻・御器所町字江越の各一部より、同区須田町1–2丁目が成立[9]。
- 1937年（昭和12年）10月1日 - 行政区変更に伴い、昭和区所属となる[1]。
- 1944年（昭和19年）2月11日 - 行政区変更に伴い、瑞穂区所属となる[1]。
- 1970年（昭和45年）10月21日 - 住居表示を施行し、須田町1–2丁目の全域および堀田通1–2丁目・六野町の各一部により須田町が成立[10]。

## 学区
市立小・中学校に通う場合、学校等は以下の通りとなる。また、公立高等学校に通う場合の学区は以下の通りとなる。
| 番・番地等 | 小学校               | 中学校                   | 高等学校 |
| ---------- | -------------------- | ------------------------ | -------- |
| 全域       | 名古屋市立御劔小学校 | 名古屋市立瑞穂ヶ丘中学校 | 尾張学区 |

## 施設
- 日本特殊陶業本社工場
- 日本ガイシ本社 - 本社敷地は、隣接する熱田区六野一丁目にまたがる。

## 交通
- 名古屋市道堀田高岳線（空港線）

## その他

### 日本郵便
- 郵便番号 : 467-0871[3]（集配局：瑞穂郵便局[13]）。